# Opisthoncus bitaeniatus
Opisthoncus bitaeniatus là một loài nhện trong họ Salticidae.
Loài này thuộc chi Opisthoncus. Opisthoncus bitaeniatus được Ludwig Carl Christian Koch miêu tả năm 1880.